# Шейко Василь Миколайович
Василь Миколайович Шейко (нар. 9 травня 1942 м. Охтирка Сумської області) — український культуролог, Радник ректора, почесний ректор Харківської державної академії культури, доктор історичних наук, професор, заслужений діяч мистецтв України, академік Національної академії мистецтв України, повний кавалер ордена «За заслуги».

## Біографія
Народився 9 травня 1942 року в м. Охтирка Сумської області.
У 1959 році закінчив з відзнакою музичну школу.
В 1963 році закінчив Бєлгородське музичне училище за спеціальністю «Народні інструменти».
В 1968 році закінчив Харківський державний інститут культури (спеціальність — диригент оркестру народних інструментів, викладач).
У 1971 році закінчив аспірантуру Інституту історії Академії наук СРСР та захистив кандидатську дисертацію на тему «Розвиток системи державного керівництва культурним будівництвом (З історії Наркомпросу РРФСР. 1926—1932 рр.)».
1971—1972 рр. старший викладач кафедри культосвітньої роботи Харківського державного інституту культури (ХДІК).
1972—1977 рр. — старший викладач кафедри всесвітньої історії ХДІК.
У 1972 році присуджено науковий ступінь кандидата історичних наук.
1977—1979 рр. доцент кафедри загальної історії ХДІК.
1978 р. присвоєно вчене звання доцента.
1979 р. Переведено на посаду старшого наукового співробітника ХДІК.
1984—1988 рр. декан факультету підвищення кваліфікації викладачів культосвітніх училищ України.
1986 р. створив та очолив першу в Україні кафедру історії і теорії культури.
1988—1989 рр. проректор з наукової роботи ХДІК.
1989 р. обрано на посаду ректора ХДІК.
1991 р. присвоєно вчене звання професора.
1992 р. обрано академіком Української академії наук національного прогресу.
1995 р. обрано дійсним членом Російської гуманітарної академії та дійсним членом Міжнародної академії інформатизації при ООН.
2000 р. обрано дійсним членом Міжнародної кадрової академії.
2002 р. захистив у Харківському національному університеті імені В. Н. Каразіна докторську дисертацію на тему «Історико-культурологічні концепції цивілізованої еволюції в добу глобалізму (кінець ХІХ — початок ХХ ст.») за двома спеціальностями 07.00.02 — всесвітня історія та 17.00.01 — теорія та історія культури. Присуджено науковий ступінь доктора історичних наук. Обрано членом-кореспондентом Національної академії мистецтв України зі спеціальності «естетика та культурологія».
2004 р. обрано дійсним членом (академіком) Української академії наук.
2006 р. присвоєно звання «Посол миру».
В. М. Шейко — позаштатний радник Комітету з питань освіти та науки Верховної Ради України, голова експертної ради з культурології й мистецтвознавства МОН України, перший президент Асоціації культурологів України.

## Нагороди
- Почесна відзнака Міністерства культури СРСР «За відмінну роботу» (1987 р.)
- Почесна відзнака Міністерства освіти України «Відмінник освіти України» (1992 р.)
- Почесна відзнака Міністерства культури і мистецтв України «За багаторічну плідну працю в галузі культури» (2002 р.)
- Срібна медаль Української академії наук національного прогресу «За видатні досягнення у прогресі суспільства» (2002 р.)
- Кавалер ордену «За заслуги» ІІІ ступеня (2002 р.)
- Срібний хрест «Козацька єдність» ІІ ступеня (2003 р.)
- Почесна грамота Верховної Ради України «За особливі заслуги перед Українським народом» (2004 р.)
- Кавалер ордену «За заслуги» ІІ ступеня (2004 р.)[4]
- Кавалер ордену «За заслуги» І ступеня (2007 р.)[5]
- Почесна відзнака Харківської облради «Слобожанська слава» (2009 р.)
- Срібна медаль Національної академії мистецтв України (2009 р.)

## Науковий доробок
- Сучасні інформаційні технології у відродженні української культури : навч. посіб. / Г. В. Згурський, В. М. Шейко, Л. Г. Хромченко [та ін.] ; під ред. Х. В. Раковського, В. М. Шейка ; Харків. держ. ін-т культури. — Xарків : ХДІК, 1991. — 143 с.

- ХДІК : що написано пером... : [дайджест] / [уклад.: А. Ф. Воловик, В. М. Шейко, Т. І. Колісниченко, Т. Л. Думська]. — Xарків : ХДІК, 1995. — 97 с.
- Шейко В. М. Історія української художньої культури : підруч. для студентів вищ. навч. закл. мистецтва і культури / В. М. Шейко, Л. Г. Тишевська ; Харків. держ. акад. культури. — Xарків : ХДАК, 1999. — 194 с.
- Вища освіта в країнах Заходу : соціальні та етичні аспекти : [монографія] / В. М. Шейко ; Харків. держ. акад. культури. — Xарків : ХДАК, 1999. — 152 с.
- Шейко В. М. Історико-культурологічні аспекти психоаналізу : монографія / В. М. Шейко. — Xарків : Основа, 2001. — 152 с.
- Шейко В. М. Історія української культури : монографія / В. М. Шейко. — Xарків : ХДАК, 2001. — 400 с.
- Шейко В. М. Історія художньої культури. Візантія. Арабо-мусульманський світ. Китай. Японія : підруч. для студентів вищ. навч. закл. мистецтва і культури / В. М. Шейко, О. А. Гаврюшенко, О. В. Кравченко ; Харків. держ. акад. культури. — Xарків : ХДАК, 2001. — 181 с.

- Шейко В. М. Культура. Цивілізація. Глобалізація (кінець XIX — початок XXI ст.). У 2 т. Т. 1 : монографія / В. М. Шейко. — Xарків : Основа, 2001. — 518 с.

- Шейко В. М. Культура. Цивілізація. Глобалізація (кінець XIX — початок XXI ст.). У 2 т. Т. 2 : монографія / В. М. Шейко. — Xарків : Основа, 2001. — 400 с.
- Шейко В. М. Формування основ культурології в добу цивілізаційної глобалізації (друга половина XIX – початок XXI ст.) / В. М. Шейко, Ю. П. Богуцький. — Київ : Генеза, 2005. – 591 с.
- Шейко В. М. Історія світової культури : навч. посіб. / В. М. Шейко, О. А. Гаврюшенко, О. В. Кравченко. — Київ : Кондор, 2006. — 407 с.
- Романенко Г. Еволюція художніх і літературних об’єднань України: історико-культурологічний вимір : монографія / Ганна Романенко, Василь Шейко ; Акад. мистецтв України, Ін-т культурології. — Київ, 2008. — 207 с.
- Шейко В. М. Культура та цивілізація в історико-культурній думці України в добу глобалізації : монографія / Василь Шейко, Марина Александрова ; Ін-т культурології Акад. мистецтв України. — Київ : Ін-т культурології Акад. мистецтв України, 2009. — 311 с.
- Харківська державна академія культури: до 80-річчя з дня заснування : монографія / [авт. кол.: В. М. Шейко та ін.] ; М-во культури і туризму України, Харків. держ. акад. культури. — Харків : ХДАК, 2009. — 195 с.
- Шейко В. М. Філософія української національної ідеї та Микола Хвильовий: історико-культурологічний аспект : монографія / Василь Шейко, Валерія Лєвіна ; Ін-т культурології Нац. акад. мистецтв України. — Київ : Ін-т культурології НАМУ, 2010. — 207 с.
- Шейко В. М. Культура України в глобалізаційно-цивілізаційному вимірі (історико-методологічні аспекти) : монографія / Василь Шейко ; Нац. акад. мистецтв України, Ін-т культурології. — Київ : Ін-т культурології НАМ України, 2011. — 623 с.
- Шейко В. М. Історія української культури : навч. посіб. : [для студентів вищ. навч. закл.] / В. М. Шейко, Л. Г. Тишевська ; наук. ред. В. М. Шейко. — Київ : Кондор, 2011. — 258 с.
- Шейко В. М. Організація та методика науково-дослідницької діяльності : підручник / В. М. Шейко, Н. М. Кушнаренко. — 7-е вид., стер. — Київ : Знання, 2011. — 310 с.
- Шейко В. М. Культурологія : навч. посіб. / В. М. Шейко, Ю. П. Богуцький, Е. В. Германова де Діас. — Київ : Знання, 2012. — 494 с.
- Шейко В. М. Наукова творчість у галузі культурології і мистецтвознавства : навч. посіб. / В. М. Шейко, Ю. П. Богуцький, Н. М. Кушнаренко. — Харків : ХДАК, 2016. — 329 с.
- Фундатори Харківської бібліотечної науково-освітньої школи : (до 90-річчя ХДАК) : кол. монографія / [авт. кол.: А. А. Соляник, В. М. Шейко, Н. М. Кушнаренко та ін.] ; М-во культури України, Харків. держ. акад. культури. — Харків : ХДАК, 2019. — 75 с.
- Харківська державна академія культури : до 90-річчя з дня заснування : монографія / [авт. кол.: В. Шейко, Н. Кушнаренко, Ю. Лошков та ін.] ; М-во культури України, Харків. держ. акад. культури. — Харків : ХДАК, 2019. — 253 с.
- Шейко В. М. Інтелігенція і влада в часи Української революції 1917–1921 рр. : монографія / В. М. Шейко ; Харків. держ. акад. культури. — Харків : ХДАК, 2020. — 474 с.
- Шейко В. М. Культурологічні та мистецтвознавчі дослідження : теорія і методологія : навч. посіб. / В. М. Шейко, Н. М. Кушнаренко ; М-во культури та інформ. політики України, Харків. держ. акад. культури. — Харків : ХДАК, 2020. — 337 с.